# Lampranthus multiradiatus
Lampranthus multiradiatus är en isörtsväxtart som först beskrevs av Nikolaus Joseph von Jacquin, och fick sitt nu gällande namn av Nicholas Edward Brown. Lampranthus multiradiatus ingår i släktet Lampranthus och familjen isörtsväxter. Inga underarter finns listade i Catalogue of Life.

## Bildgalleri

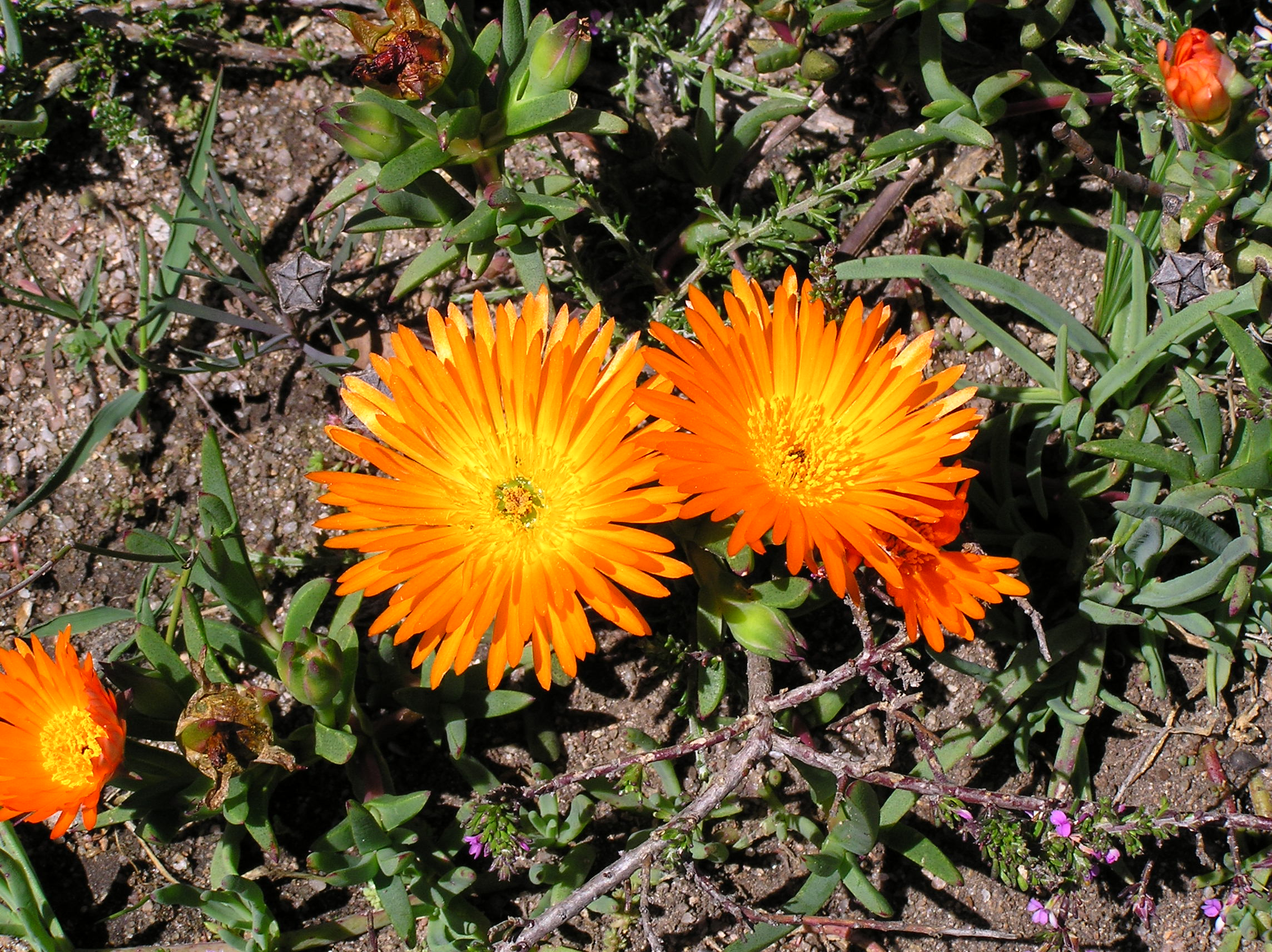
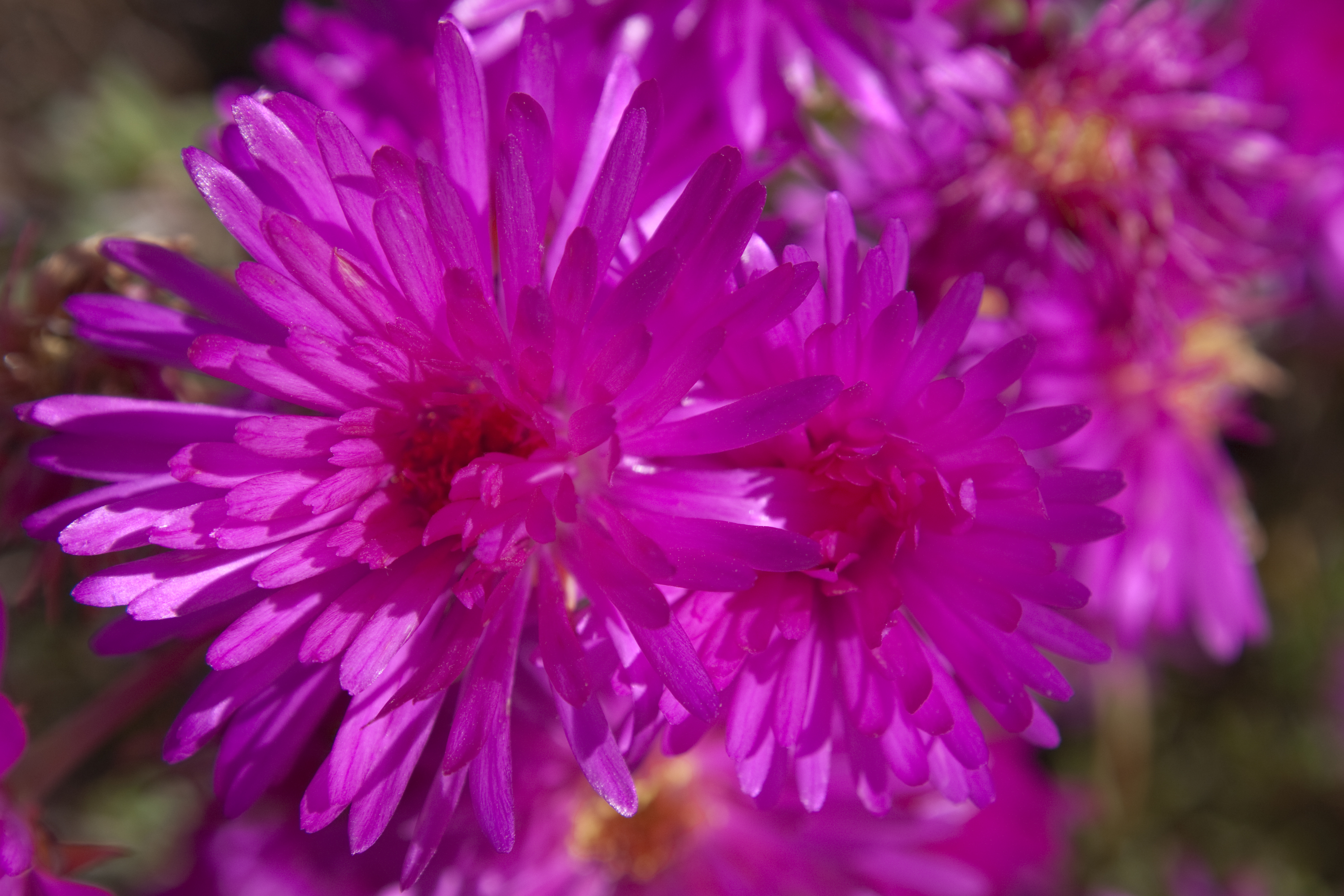